# Les Chevaliers de la Table ronde (film, 1953)
Pour les articles homonymes, voir Chevaliers de la Table ronde (homonymie).
Pour plus de détails, voir Fiche technique et Distribution.
Les Chevaliers de la Table ronde (Knights of the Round Table) est un film américain de Richard Thorpe, sorti en 1953, avec Robert Taylor, Ava Gardner et Mel Ferrer dans les rôles principaux.

## Synopsis
Arthur, fils bâtard d'Uther Pendragon, dispute la couronne du royaume de Logres avec sa demi-sœur Morgane la Fée et son chevalier servant et époux, Mordred. Merlin, qui a élevé Arthur, tranche la question par l'épreuve de l'épée : « celui qui pourra m'arracher de cette enclume sera le roy légitime de toute l'Angleterre », sont les mots inscrits sur le socle de l'épée. Seul Arthur peut retirer l'épée de l'enclume où elle est enfoncée et devient roi. Mordred et Morgane font alors tout pour contrer Arthur.
Lancelot du Lac, fils du roi Ban de Bénoïc, seigneur de Bretagne, tombe dans un guet-apens destiné à Arthur alors qu'il est en route pour lui offrir ses services. Lancelot, puis Arthur défont les chevaliers de Mordred, puis signent leur amitié dans un duel d'honneur.
La guerre entre les deux partis est officiellement déclarée après la réunion au cercle de pierre. Ce n'est qu'après une sanglante défaite que Mordred accepte de reconnaître Arthur comme légitime roi d'Angleterre. S'ensuit le départ immédiat de Lancelot, car il ne peut accepter que son pire ennemi demeure en vie et il ne croit guère en sa volonté de paix.
Sur le chemin, Lancelot défie en combat singulier un chevalier qui retient une dame contre son gré, celle-ci fait de lui son champion et Lancelot remporte le combat. Sur ce, Lancelot continue sa route avec la belle dame à l'esprit. Arthur, de son côté, se marie avec Guenièvre. Lancelot revient à la cour et présente son hommage à son roi, ce dernier le fait le champion de sa reine, qui n'est autre que Guenièvre, la femme qu'il a délivrée.
La Table ronde est fondée, les serments prononcés. Les victoires s’enchaînent tant que l'amitié unit Arthur et Lancelot. Mais leurs ennemis sont proches et l'amour secret entre Lancelot et Guenièvre est au centre d'un complot visant à briser cette amitié. Sur les conseils de Merlin, Lancelot part pour la marche du Nord contre les Pictes et épouse Elaine, sœur de Perceval. La cour continue de vivre et Lancelot écrase les Pictes dans le Nord. De l'union de Lancelot et d'Elaine, qui meurt en couches, naît Galaad.
Merlin conseille de ne pas rappeler Lancelot, mais Arthur reste sourd. Morgane fait alors empoisonner Merlin. Lancelot, sur décision royale, revient à la cour. Un soir, Guenièvre se rend dans les appartements de Lancelot. Mordred et Morgane, qui les surveillaient, envoient des hommes pour les prendre sur le fait. Lancelot les défait et s'enfuit avec Guenièvre.
Un tribunal se réunit à la Table Ronde pour juger la souveraine et le chevalier accusés de traîtrise. Après l'arrivée et la déclaration de Lancelot, Arthur décide que Guenièvre sera envoyée dans un monastère en pénitence et Lancelot exilé. Mordred fait alors triompher ses projets.
La guerre éclate, inévitable. Dans une bataille légendaire, Arthur est mortellement blessé. Le seul survivant du parti d'Arthur est Perceval. Lancelot accourt trop tard, mais arrive à temps pour entendre les dernières paroles de son ami et souverain, duquel il reçoit le pardon et les missions de mettre fin aux jours de Mordred, de délivrer un message de pardon et d'amour à Guenièvre, et de jeter Excalibur dans la mer.
Un duel épique oppose Lancelot à Mordred, dont Lancelot sort vainqueur. Les deux derniers chevaliers de la Table Ronde, Lancelot et Perceval, s'y rendent une dernière fois. Là, le Graal apparaît à Perceval dans un rai de lumière, celui-ci étant le seul capable de le voir. Une voix que Perceval seul peut entendre lui dit que Galaad, le fils de Lancelot, sera le plus grand des chevaliers et que Lancelot est pardonné.
« Fidèle je demeurerai, ami je resterai, c'est le serment que fait un frère à son frère. »
 
(phrase accompagnant la bague, ou inscription sur la bague qu'Arthur offre à Lancelot à Noël, puis qu'il retrouve après la fuite de Lancelot avec Guenièvre, et qu'il remet à Lancelot avant de mourir.)

## Fiche technique
- Titre original : Knights of the Round Table
- Titre français : Les Chevaliers de la Table ronde
- Réalisation : Richard Thorpe
- Scénario : Talbot Jennings, Jan Lustig et Noel Langley d'après Le Morte d'Arthur de Sir Thomas Malory
- Direction artistique : Alfred Junge et Hans Peters
- Costumes : Roger K. Furse
- Photographie : Stephen Dade et Freddie Young
- Son : John Lipaw, Ralph George
- Montage : Frank Clarke
- Musique : Miklós Rózsa
- Production : Pandro S. Berman
- Société de production : Metro-Goldwyn-Mayer
- Société de distribution : Loew's Inc.
- Pays de production :  États-Unis
- Langue originale : anglais
- Format : Couleur (Technicolor) - 35 mm - 2,55:1 (CinemaScope) - Son Stéréo 4 pistes (Western Electric Sound System)
- Genre : Aventure
- Durée : 115 minutes
- Dates de sortie : 
  - États-Unis : 22 décembre 1953 (première mondiale à Hollywood), 15 janvier 1954 (sortie nationale)
  - Belgique : 5 novembre 1954
  - France : 15 décembre 1954

## Distribution
- Robert Taylor (VF : Jean Davy) : Lancelot
- Ava Gardner (VF : Jacqueline Ferriere) : la Reine Guenièvre
- Mel Ferrer (VF : Bernard Noël) : le Roi Arthur
- Anne Crawford (VF : Denise Bosc) : la Fée Morgane
- Stanley Baker (VF : Roger Tréville) : sir Mordred
- Felix Aylmer (VF : Jean Brochard) : Merlin l'enchanteur
- Maureen Swanson (VF : Arlette Thomas) : Lady Elaine
- Niall MacGinnis (VF : Louis Arbessier) : le chevalier vert
- Anthony Forwood (VF : Jean-Louis Jemma) : Gareth
- Gabriel Woolf (VF : André Falcon) : Perceval
- Robert Urquhart (VF :Gabriel Cattand) : Gauvain
- Ann Hanslip : Nan
- Jill Clifford : Bronwyn
- Stephen Vercoe : Agravain

Et, parmi les acteurs non crédités :
- Patricia Owens : Lady Vivien
- Dana Wynter : la servante de la fée Morgane
- Laurence Harvey : (rôle indéterminé)
- Barry MacKay (VF : Jean-Henri Chambois) : le premier écuyer du chevalier vert
- Derek Tansley (VF : Albert Augier) : le deuxième écuyer du chevalier vert
- Howard Marion Crawford (VF : Rene Blancard) : Simon
- Desmond Llewelyn : un héraut

## Distinctions

### Nominations
- Oscars 1954 : 
  - nomination à l'Oscar des meilleurs décors pour Alfred Junge, Hans Peters et John Jarvis.
  - nomination à l'Oscar du meilleur mixage de son pour A.W. Watkins.

### Sélection
Le film a été présenté en sélection officielle en compétition au Festival de Cannes 1954.

## Autour du film
- Ce film est à la fois le premier film en CinemaScope de la MGM, et le premier film à être tourné en format écran large en Angleterre[2].
- Le thème des chevaliers de la Table ronde sera repris dans le film musical Camelot (1967) de Joshua Logan et dans Excalibur (1981) de John Boorman.